# Museo della cattedrale (Lucca)
Il Museo della cattedrale  si trova a Lucca. Dedicato all'arte sacra, si trova in un edicio a lato del Duomo di San Martino, tra piazza degli Antelminelli e via dell'Arcivescovado, e conserva opere per lo più provenienti dalla cattedrale e da San Giovanni, con una particolare attenzione al culto del Volto Santo di Lucca. 

## Storia e descrizione
Il museo sorge in un edificio medievale, sorto sui resti di un campo di sepoltura, e giù utilizzato come sede dell'Opera del Duomo. A esso è collegata internamente una torre duecentesca e, attraverso un piccolo cortile interno, si accede anche all'oratorio di San Giuseppe, unico resto del monastero delle Gesuate.
Il percorso museale di sviluppo su tre livelli. La prima sela è dedicata ai codici miniati e a stampa dell'Opera della cattedrale e della biblioteca capitolare. Segue una sala sulle opere di oreficeria che nel passato facevano da corredo alla statua del Volto Santo, e quattro statue di Evanglisti (1665) rimosse dal tempietto rinascimentale in cui è conservata la venerata statua in cattedrale. 
Al primo e al secondo piano si ammirano i reliquiari (tra cui la notevole Croce di Pisani, quasi certamente quella commissionbata da Paolo Guinigi all'inizio del Quattrocento), dipinti e sculture per lo più di scuola lucchese, a cui segue una sezione, tra i mezzanino e l'ultimo piano, con tessuti e oreficerie sacre. L'ultima sala conserva alcune sculture provenienti dall'esterno del Duomo.